# 11th Maryland Infantry
Le 11th Maryland Volunteer Infantry Regiment est un régiment d'infanterie qui a servi dans l'armée de l'Union pendant la guerre de Sécession.

## Service
Le 11th Maryland Infantry est organisé à Baltimore, dans le Maryland, et entre en service le 15 juin 1864, pour 100 jours, sous le commandement du colonel William T. Landstreet.
Le régiment est affecté à la troisième brigade séparée du VIIIe corps, du département du milieu jusqu'en juillet 1864. Il est dans la première brigade séparée du VIIIe corps, jusqu'en octobre 1864.
Le 11th Maryland Infantry est libéré du service à Baltimore, le 15 juin 1865.

## Service détaillé
Le 11th Maryland part pour Monocacy Jonction le 1er juillet 1864. Il participe à un service de garde à Monocacy et à Mt. Airy, au Maryland, jusqu'au 1er octobre 1864. Il participe à la bataille de Monocacy Junction le 9 juillet. Le régiment est libéré du service le 1er octobre 1864. Le régiment est réorganisé en trois compagnies pour un service d'une année en décembre 1864. Les compagnies A, B, et C sont ensuite consolidée avec le 1st Eastern Shore Regiment en janvier 1865. La compagnie C est détachée pour servir à Relay House, sur le chemin de fer de Baltimore & Ohio. La compagnie I est à Baltimore et le reste du régiment au fort Delaware.

## Victimes
Le régiment perd un total de 29 hommes pendant le service, toutes dues à la maladie.

## Commandants
- Colonel William T. Landstreet